# 유리 천장

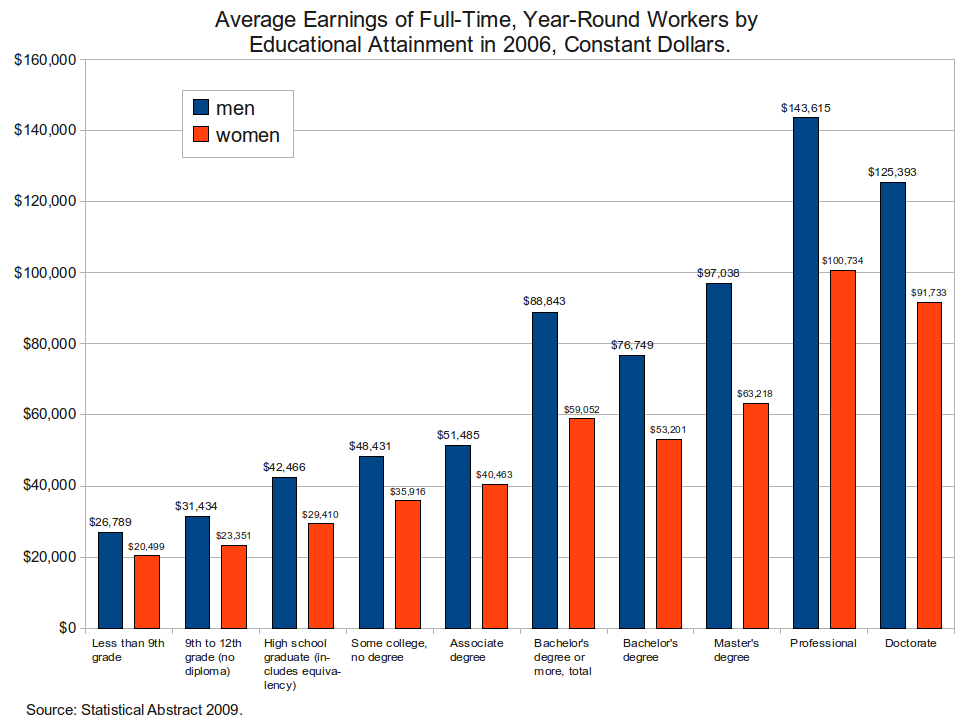
같은 교육수준의 남녀 소득 차이를 보여주는 도표 (미국 2006)

유리 천장(琉璃 天障, glass ceiling)은 충분한 능력을 갖춘 사람이 직장 내 성 차별이나 인종 차별 등의 이유로 고위직을 맡지 못하는 상황을 비유적으로 이르는 경제학 용어이다. 이 용어는 청각 장애, 실명 등의 장애가 있거나 나이가 많아 승진에서 차별받는 경우에도 사용된다. 미국의 경제주간지인 《월 스트리트 저널》이 1970년에 만들어낸 말이다.

## 정의
데이빗 카터와 동료들은 유리 천장이 존재한다고 결론짓기 위해서는 네 가지의 특징을 충족해야 한다고 정의를 했다. 없는 듯 하면서 실재하는 유리천장의 불평등은
1. 종업원의 업무 적합성에 의해 설명되지 않는 성적 또는 인종적 차별
2. 더 낮은 수준의 성과에 비해 더 높은 수준의 성과보다 큰 성적 또는 인종적 차별
3. 승진 기회에서의 큰 성적 또는 인종적 불평등(단순히 더 높은 수준의 성별, 인종별 비율에 의한 것이 아닌)
4. 경력이 증가함에 따라 나타나는 성적, 인종적 불평등
5. 학력에 따른 불평등

카터와 동료들은 유리 천장이 ‘성’(gender)과 강력하게 상관되어 있다는 것을 발견했다. 백인이나 흑인 여성 모두 경력이 증가함에 따라서 유리천장에 부딪치게 되었다. 대조적으로 연구원들은 흑인 남성에 대해서는 유리 천장이 존재한다는 증거를 찾지 못했다.

## 개요
유리 천장이라는 용어에서 '천장'은 승진을 방해하는 상황을 비유적으로 표현한 것이다. 또한, 이러한 차별은 공식적인 정책 등에는 드러나지 않아서 존재하지 않는 것처럼 보이므로, 이러한 현상을 유리 천장이라 일컫는 것이다. 즉, 소수집단이 직장의 좋은 자리를 얻지 못하게 하는 회사 규칙은 없지만, 이면에는 분명히 그러한 차별이 존재한다는 것이다.
유리 천장은 직장에서 대다수의 여성들, 소수 인종, 성적 소수자들이 영향력 있고 수입이 많은 자리를 갖지 못하게 하는 장애물이다.
 이 장애물은 많은 여성들이 자기 자신은 높은 자리에 오를만한 능력이 없다고 생각하게 만들며, 자신의 상사가 나를 가볍게 여기거나, 잠재 가능성이 있는 후보 정도로 생각한다고 느끼게 만든다.

## 남성과 여성의 임금 격차
남성과 여성간의 임금 차이는 분명 존재한다. 2008년 OECD는 남성과 여성간의 임금 격차에 대해서 조사하였다. 조사에서 남성 정규직 노동자의 임금이 여성보다 17% 높은 것으로 나타났다. 또한 2008년 유럽 위원회가 유럽 연합 회원국 27개국을 대상으로 한 조사에서는 여성의 시간당 임금이 남성에 비해 17.5% 낮은 것으로 나타났다.

## 유형
- 업무량에 비해 적은 임금(비정규직이 그 실례).
- 작업장에서의 성, 인종, 종교 차별 또는 괴롭힘.
- 비공식 자리에서의 축출 또는 제명. 여성의 역할과 능력에 대한 편견 또는 선입견. 고위 지도부가 여성의 승진을 불이행. 행동과 생각의 기준이 되어주는 롤 모델과 어려움이 있을 때 격려하고 도울 수 있는 조언자(멘토)의 절대 부족.[8]
- 승진하는데 요구되는 기간이 김(Hour-glass ceiling).[9]

## 대한민국의 사례
영국 주간지인 이코노미스트가 2015년 3월 8일 세계여성의 날을 앞두고 고등교육과 남녀 임금 격차, 기업 임원과 여성 국회의원 비율 등을 종합해 점수로 낸 '유리천장 지수'에서 한국은 100점 만점에 25.6점으로 조사 대상국 가운데 최하위인 28위를 기록했다. 1위는 핀란드로 80점을, 노르웨이와 스웨덴이 공동 2위로 73.1점을 받았으며, 한국은 무슬림 국가인 터키(29.6), 일본(27.6)보다 낮은 점수를 받았다. 남녀의 취업율 차이인 '노동 시장 참여율 격차'는 한국이 22%로 터키(42.6%)를 제외하고 최하위였고, 기업 이사회에서 여성의 비율은 2.1%로 노르웨이(38.9%)와 평균(16.7%)보다 크게 낮았고, 일본(3.3%)보다도 떨어졌다. 남녀 임금격차도 36.6%로 평균(15.5%)의 배에 이르렀고, 노르웨이(7%)와 비교하면 다섯 배를 넘었다.

## 같이 보기
- 남성주의
- 여성주의
- 양성평등
- 성 차별